# Deutsche Schule Valencia

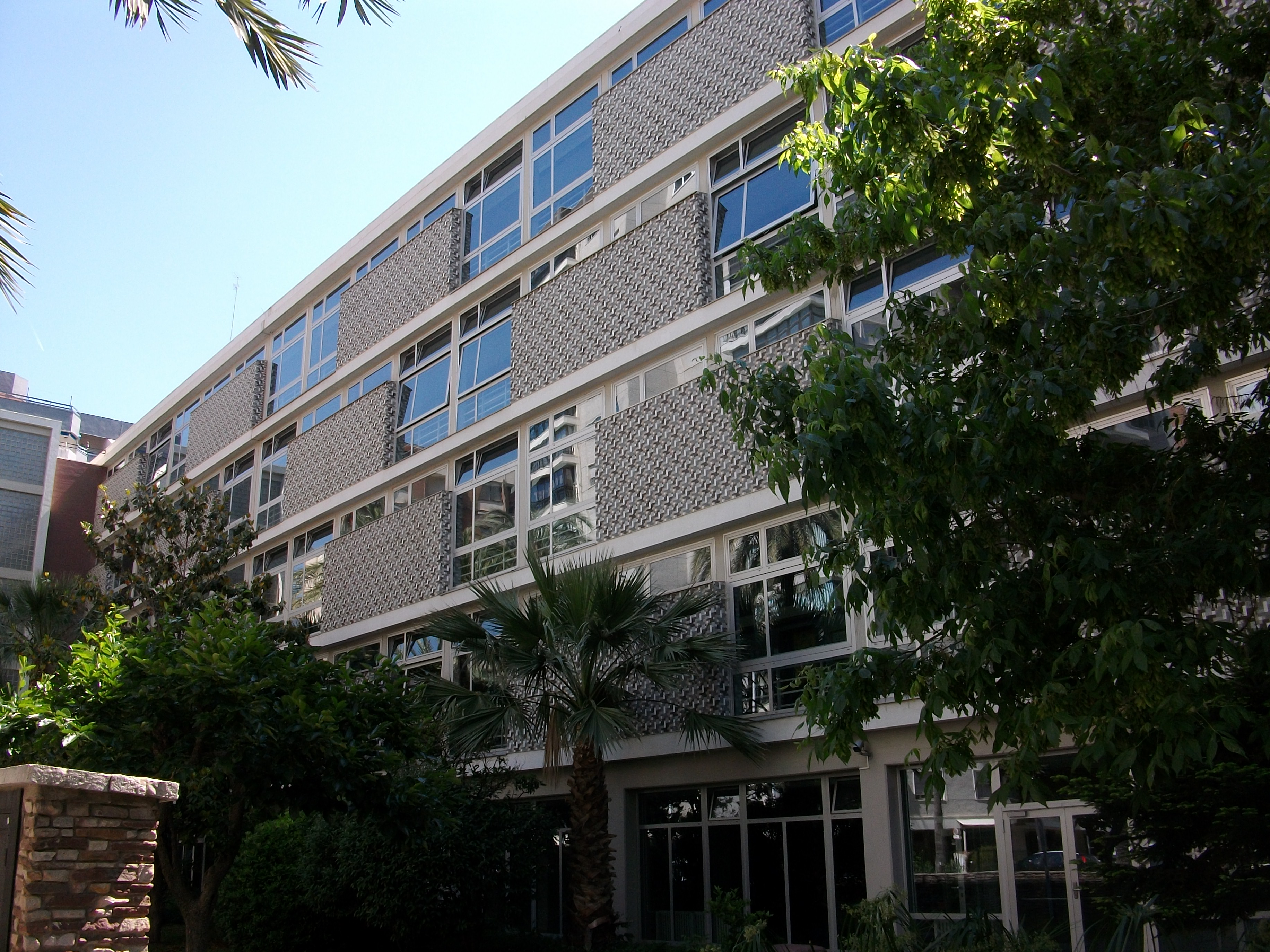
Collegi Alemany Valencia

Die Deutsche Schule Valencia (spanisch Colegio Alemán de Valencia) ist eine deutsche Auslandsschule in der spanischen Stadt Valencia.

## Geschichte
Nachdem 1906 deutsche Handelsvertreter eine Kindergärtnerin in Valencia engagierten und 1907 vier deutsche Schüler in der Stadt unterrichtet wurden, wurde 1908 der deutsche Schulverein gegründet. Es folgte ein Jahr später die Gründung der Deutschen Schule Valencia. Erster vom Deutschen Reich entsandter Direktor war Wilhelm Burmeister. Durch die politische Situation verliefen die folgenden Jahrzehnte sehr wechselhaft: 1914 bis 1926 war die Schule im Zusammenhang mit dem Ersten Weltkrieg geschlossen, dann von 1936 bis 1939 wegen des Spanischen Bürgerkriegs und zuletzt von 1945 bis 1961 nach Ende des Zweiten Weltkriegs. 1961 bezog man ein neues Schulgebäude mit finanzieller Hilfe des Bundes. Seit 1970 besteht die Möglichkeit, die spanische Abschlussprüfung abzulegen.

## Beschreibung
Die Deutsche Schule Valencia liegt in der Innenstadt. Im Oktober 2010 lag die Zahl der Schüler bei 810 (davon 123 Kindergartenkinder), die Zahl der Lehrkräfte bei 66. Es werden jährliche Schulgebühren ab 4000 Euro aufwärts erhoben. Die Schule ist Mitglied des Weltverbands Deutscher Auslandsschulen und wurde als Exzellente Deutsche Auslandsschule ausgezeichnet.

### Aktivitäten
Die Schule betreibt einen eigenen Sportverein mit rund 500 Mitgliedern. Größte Abteilungen bilden der Fußballverein „Deutsche Schule Valencia Fútbol Club“ (DSV FC)  sowie die Basketballmannschaft.

## Gebäude
Die Schule besteht aus drei Gebäuden mit unterschiedlichen Höhen, die durch einen überdachten Gang verbunden sind und um einen großzügigen Innenhof herum angeordnet sind. Chefarchitekt war Eberhard Becker und für die Strukturen zeichnete der Ingenieur Ahlwarth Rudolph verantwortlich. Das Design der dekorativen Elemente und Außenanlagen lag in den Händen von Architekt Dieter Weise mit Hilfe von Pablo Navarro und Julio Valencia Trullenque. Im Gebäude sind ein Wandgemälde von Heinrich Schwarz und eine Skulptur von Andreu Alfaro zu sehen. Seit 1996 sind die Gebäude im internationalen Register Docomomo (Internationale Vereinigung für die Dokumentation und den Erhalt von Bauwerken im Stil der Moderne) enthalten.